# Music Storage
music storage（ミュージック・ストレージ）はTOKYO FM制作の音楽番組。

## 来歴
- 2004年7月 スタート。当初は60分番組で、ロケ方式での収録だった。キャッチコピーは「出会い創造系番組」
- 2005年頃 スタジオ収録に変更。
- 2005年10月7日 初の生放送。
- 2006年2月10日 札幌から生放送したが、AIR-G'では放送されておらず、同局のスタジオから裏送りされたと思われる。
- 2006年4月 放送時間が30分に変更。同時に深夜ワイド番組「茂木淳一のバーチカル・ドロップ」の1コーナーとしてリニューアルする。
- 2006年10月 FM OSAKAでもネット開始。
- 2007年 台湾で初の海外ロケ。
- 2008年5月9日 放送回数が200回を突破。
- 2008年10月5日 FM OSAKAでの放送時間が、土曜24:00 - 24:30から日曜20:30 - 21:00に変更。
- 2009年3月27日 最終回を迎える。

## 放送局
- TOKYO FM（毎週金曜日 27:30 - 28:00）
- FM OSAKA（毎週日曜日 20:30 - 21:00）
- エコパラダイスFM（毎週水曜日 21:00 - 21:30）

## ゲスト
- 夏川りみ
- THYME
- metro trip
- 樹海
- タイナカサチ
- 柴田一成
- 大東俊介
- alüto
- スガシカオ
- SPECIAL OTHERS
- 蒼井そら
- 紅音ほたる
- 野口五郎
- 和田アキ子
- ムッシュかまやつ
- 山野楽器のスタッフ
- キジ☆ムナ
- 甲斐名都
- 美甘子
- capsule
- 石田卓也

## 関連
- I've - KOTOKOが所属している音楽制作集団。